# Les Chroniques de Noël 2
Série Les Chroniques de Noël
Les Chroniques de Noël
(2018) Les Chroniques de Noël 3
Pour plus de détails, voir Fiche technique et Distribution.
Les Chroniques de Noël 2 (The Christmas Chronicles 2) est un film de Noël réalisé par Columbus et sorti en 2020 sur Netflix. Il s'agit de la suite du film Les Chroniques de Noël de Clay Kaytis sorti en 2018.
Le film suit, deux ans après ses aventures avec son frère Teddy et le Père Noël, Kate Pierce qui est devenue une adolescente cynique de 13 ans. Elle passe cette fois les vacances de Noël à Cancún, avec son frère, sa mère Claire, son petit-ami Bob Booker et le fils de celui-ci, Jack. Frustrée de ce Noël atypique sans neige, elle décide de s'enfuir pour retourner à la maison. Elle va à nouveau faire équipe avec le père Noël car un mystérieux vilain menace de supprimer Noël.

## Synopsis
Deux ans après les événements du premier film, Kate Pierce est maintenant une jeune fille de 13 ans cynique qui est mécontente de passer les vacances de Noël à Cancún, avec sa mère Claire, son frère Teddy devenu mature, le nouveau petit ami de Claire, Bob Booker (lui aussi veuf), et de son fils fragile, Jack. Elle veut être de retour à la maison, où il neige. Kate a du mal à accepter les Booker comme belle-famille contrairement à son frère et décide de s'enfuir pour prendre un vol tôt pour rentrer chez elle à Boston. Elle attrape une navette sur laquelle Jack se faufile. Ils sont transportés de manière inattendue, à travers un trou de ver, vers le pôle Nord par un étrange conducteur.
Kate et Jack sont retrouvés et sauvés par le Père Noël, qui les ramène chez lui et Mère Noël. Le couple noël font visiter le village du Père Noël (même si c’est la Mère Noël qui a tout imaginé), là où les jouet sont construits. Ému par leur présence, le Père et la Mère décide de les inviter à dîner et de les héberger pour la nuit. À la nuit tombée, Mère Noël décide de raconter aux enfants une histoire sur la collection de livres intitulée les  Chroniques de Noël : l'histoire du Père Noël (qui s’appelait en ce temps Saint-Nicolas) a commencé en Turquie et qu’il a sauvé les lutins de l'extinction par la cupidité des humains, et a reçu de leur part l’étoile de Bethléem, un artefact qui donna naissance à Noël et fournit du pouvoir au village. Dans le dernier tome, l’histoire parle de Belsnickel, le lutin qui était le préféré du Père et de la Mère Noël, allant jusqu’à l’aimer comme un fils mais au fur et à mesure qu'il grandissait et qu'ils avaient moins de temps pour lui, il est devenu indiscipliné au point d’enfreindre les principes des lutins, ce qui l'a transformé en humain comme une malédiction, et s'est enfui.
Pendant ce temps, le conducteur (qui se révèle être Belsnickel) et son disciple Speck débarquent au village et débutent leur plan pour détruire Noël. Ils libèrent Jola, Jólakötturinn, pour le lâcher dans l’étable des rennes, blessant gravement Tornade. Belsnickel libère une potion dans le village qui rend les lutins fous. Il vole l'étoile de Bethléem au sommet du Sapin de Noël du village. Le Père Noël et les autres le confrontent. Le Père Noël tente de reprendre l'étoile et dans la lutte entre lui et Belsnickel, l’étoile est accidentellement détruite, ce qui fait que le pouvoir s'éteint dans le village. Les lutins fous commencent un bataille de boules de neige  permettant à Belsnickel de s'échapper. Le Père Noël et Kate partent pour la Turquie afin de demander une nouvelle étoile auprès des lutins de la forêt dirigés par Hakan. Jack part pour obtenir une racine pour guérir les lutins fous tandis que Mère Noël reste derrière pour s'occuper de Tornade et elle lui donne des biscuits qui lui donneront du courage. Kate et le Père Noël trouvent la tribu de lutins d’Hakan où ceux-là les conduisent à la forge pour construire la nouvelle étoile tandis que le Père Noël capture le pouvoir de l'étoile de Bethléem à l'intérieur.
En rentrant au village, Belsnickel les rattrape sur un traîneau tiré par ses chacalotes (des hybrides de chacal et de coyote) qu'il a créé, vole l'étoile avant de les envoyer à Boston en 1990 via un dispositif de voyage dans le temps qu'il a implanté sur le traîneau du Père Noël. Jack trouve la racine et la ramène à Mère. Kate tente d'acheter des piles pour l'appareil de voyage dans le temps de Belsnickel pendant que le Père Noël répand l’esprit de Noël à l’aéroport en chantant pour qu’ils puissent revenir dans le futur. Cependant, elle est arrêtée par un policier en raison d'une contrefaçon apparente (l'argent a été marqué 2020). Kate est emmenée dans une salle de sécurité d’attente avec des enfants qui ont perdu leurs parents. Lorsque Kate est contrariée par ses actes répréhensibles à Cancun, un autre enfant nommé Doug réconforte Kate et l'aide à s'échapper de la pièce. Après que Kate ait rejoint le Père Noël, elle découvre que Doug Pierce est son défunt père.  Avec l'esprit de Noël assez élevé pour que le traîneau vole, le Père Noël met les piles et ils reviennent quelque secondes après leurs départ pour récupérer l'étoile à Belsnickel.
Mère Noël transforme la racine en poudre. Jack se fraie un chemin jusqu'aux canons à neige, place la poudre à l'intérieur et la tire sur les lutins, les guérissant. Le Père Noël et Kate retournent au village en échapant à Belsnickel alors qu'il les poursuit. Mère Noël jette un biscuit explosif entre les deux traîneaux avant qu'ils n'entrent en collision. Tornade récupère et aide le Père Noël à vaincre Jola. Kate place la nouvelle étoile au sommet du sapin, rétablissant l'énergie du village. Le Père Noël montre à Belsnickel le premier jouet qu'ils ont construit ensemble puis Kate lui fait comprendre l’importance de la famille, et Belsnickel se réconcilie avec eux et se retransforme en lutin. Mère Noël révèle à Jack que les biscuits qu’elle lui à donner n’ont jamais eu de pouvoir et que le courage venait de lui.
Le Père Noël ramène Kate et Jack à Cancún où ils informent un Teddy excité de leur aventure. Kate accepte la nouvelle relation de sa mère avec Bob. À la fin de la journée, Kate, sa mère et Teddy, ainsi que Bob et Jack, chantent "Mon beau sapin" alors que le Père Noël, Mère Noël, Belsnickel et les lutins chantent la même chanson au pôle Nord.

## Fiche technique
Sauf indication contraire, les informations mentionnées dans cette section peuvent être confirmées par la base de données cinématographiques IMDb,  présente dans la section « Liens externes ».
- Titre original : The Christmas Chronicles 2
- Titre français : Les Chroniques de Noël 2
- Réalisation : Chris Columbus
- Scénario : Chris Columbus et Matt Lieberman
- Direction artistique : Chris Beach
- Décors : Jon Hutman
- Costumes : Pierre-Yves Gayraud
- Photographie : Don Burgess
- Montage : Dan Zimmerman
- Musique : Christophe Beck
- Production : Michael Barnathan, Chris Columbus et Mark Radcliffe

Producteur délégué : Clay Kaytis (en)
Producteurs délégués : Bill Andrew, Lyn Lucibello et Tracy K. Price
- Sociétés de production : 1492 Pictures et Wonder Worldwide
- Société de distribution : Netflix
- Budget : n/a
- Pays de production :  États-Unis
- Langue originale : anglais
- Format : couleur -
- Genre : comédie, fantastique
- Durée : 112 minutes
- Dates de sortie[1] :
  - Mondial : 25 novembre 2020 (sur Netflix)

## Distribution
- Kurt Russell (VF : Philippe Vincent) : Santa Claus
- Goldie Hawn (VF : Virginie Ledieu) : Mme Claus
- Darby Camp (VF : Alice Verset) : Kate Pierce
- Judah Lewis (VF : Gabriel Bismuth-Bienaimé) : Teddy Pierce
- Kimberly Williams-Paisley (VF : Sybille Tureau) : Claire Pierce
- Jazhir Bruno : Jack
- Julian Dennison (VF : Erwan Tostan) : Belsnickel
- Tyrese Gibson (VF dialogues : Bruno Henry ; chants : Jean-Michel Vaubien) : Bob Booker
- Darlene Love
- Patrick Gallagher (VF : Jean-Luc Atlan) : un agent de sécurité à l'aéroport

## Production
En décembre 2019, Tyrese Gibson rejoint la distribution.
Le tournage a lieu en Colombie-Britannique, notamment à Vancouver et dans les Mammoth Studios de Burnaby.

## Sortie
La sortie mondiale est prévue pour le 25 novembre 2020 sur Netflix.

## Suite
Une suite a été annoncée, elle est pour le moment prévue pour 2025[réf. nécessaire].